# Volrad August von der Lühe
Volrad August (lensbaron) von der Lühe (28. oktober 1705 – 1. april 1778 i København) var overpræsident i København, gehejmekonferensråd, ordenssekretær og direktør for Det kgl. Teater.
Han var søn af dansk kaptajn Diderik Otto von der Lühe til Dambek og Charlotte Amalie f. du Puits og fødtes 28. oktober 1705. Ligesom de tre brødre, Adolph Andreas, Hartnack Otto og Joachim Christoph von der Lühe, hans fjernere slægtninge, trådte han som ung i dansk hoftjeneste, udnævntes 1735 til kammerjunker, blev 1743 overkammerjunker og 1745 ridder af det hvide bånd. 1746 blev han kammerherre og dekoreredes året efter med enkedronningens orden.
1750 udnævntes han til gehejmeråd og 1754 til overpræsident (stiftamtmand) i København, hvilket embede han beklædte til 1771. 1764 blev han gehejmekonferensråd, fulgte 1767 med kongen til Holsten, fik 1768 Elefantordenen og fungerede som Maître des requêtes ved hoffet til december 1770, da han afløstes af Struensee. 1771 udnævntes han til ordenssekretær og optoges 1776 i den danske adelstand.
Ved siden af sine forskellige hofcharger beklædte von der Lühe flere tillidsposter. Som overdirektør for Skuepladsen (fra 1754) under dennes i økonomisk henseende vanskeligste periode viste han en redelig vilje til at ophjælpe dens finanser. Hvad repertoiret angår, var han afhængig af hoffet og dets smag. Italienske divertissements og intermezzoer fortrængte Holbergs komedier. Skønt hine en tid lang trak fulde huse, efterlod han dog ved sin udtræden af direktionen en tom kasse.
Fra 1771 var han overdirektør for Frederiks Hospital, von der Lühe var ejer af landstedet Skodsborg, dengang kaldet Retraite, og købte 1753 baroniet Høgholm, som han dog atter afhændede 1761. Han døde 1. april 1778.
I første ægteskab var han 1747 blevet gift med Cathrine Marie f. von Vieregg (1717-1764), datter af Jørgen Frederik von Vieregg til Zierstorff og enke efter kaptajn Christian Ludvig von Hein til Zierstorff; hun var Dame de l'union parfaite. 1767 ægtede han Margrethe komtesse Holck, datter af Christian Christoffer greve Holck. Hun var født 1741, blev 1766 hofdame hos Prinsesse Louise og 1768, da hendes broder, Christian 7.s bekendte yndling, havde fjernet Louise von Plessen, i dennes sted overhofmesterinde hos dronning Caroline Mathilde og fik 1774 samme stilling hos enkedronningen. Hun ægtede efter von der Lühes død 1784 generalløjtnant, gehejmeråd Christian Frederik Numsen (1741-1811) og døde først 1826.
Han er begravet i Helligåndskirken i København.
Der findes portrætmalerier af Peter Wichmann (ca. 1765?, Hørbygård), et maleri fra 1768 (på Arreskov). Maleri af Ulrich Ferdinandt Beenfeldt fra 1773 (Frederiksborgmuseet, kopi efter dette sammesteds). Klippet silhouet (Det Kongelige Bibliotek) og flere tegnede (Frederiksborgmuseet).
| Efterfulgte: Frederik Otto von Rappe | Overpræsident i København 1754 - 1771 | Efterfulgtes af: Ulrik Adolph Holstein |